# Obrium dominicum
Obrium dominicum är en skalbaggsart som beskrevs av Linsley 1957. Obrium dominicum ingår i släktet Obrium och familjen långhorningar. Inga underarter finns listade i Catalogue of Life.